# جير راينوسو
جير راينوسو (بالإسبانية: Jair Reinoso) هو لاعب كرة قدم كولومبي في مركز الهجوم، ولد في 7 يونيو 1985 في مدينة كالي في كولومبيا. لعب مع أونس كالداس وإندي إليفن وتيرو فيديرال وذي سترونغيست ونادي بوليفار.

## وصلات خارجية
- جير راينوسو على موقع قاعدة بيانات كرة القدم.إي يو (الإنجليزية)
- جير راينوسو على موقع Soccerway.com (الإنجليزية)
- جير راينوسو على موقع AS.com (الإسبانية)